# Aphaenogaster obsidiana
Aphaenogaster obsidiana är en myrart som beskrevs av Mayr 1861. Aphaenogaster obsidiana ingår i släktet Aphaenogaster och familjen myror. Inga underarter finns listade i Catalogue of Life.